# Liauckama State
De Liauckama State is een voormalige stins nabij Sexbierum in de Nederlandse provincie Friesland. Het was een van de grootste staten van Friesland en werd bewoond door de leden van het Liauckama-geslacht.
De state is onder meer bekend van de Pipenpoyse bruiloft, een serie schilderijen die als deel van een grote collectie voor de sloop van het kasteel in 1824 naar een veilig heenkomen verhuisd was. De geschiedenis van de state en zijn bewoners kon deels gereconstrueerd worden op basis van deze collectie, die door familie Van Grotenhuis, nazaten van de Liauckama's, in 1963 aan het Fries Museum is overgedragen.

## Geschiedenis

### Voorgeschiedenis

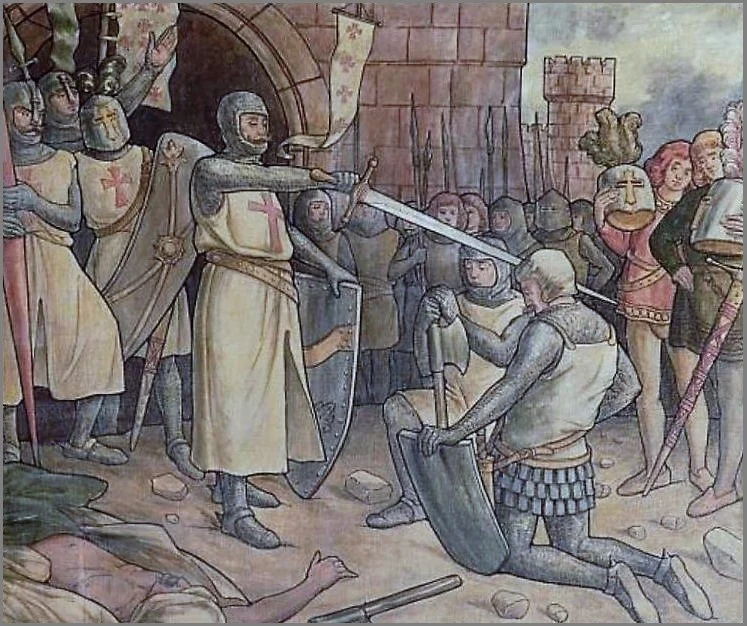
Eelko Liauckama wordt tot kruisridder geslagen. (muurschildering in het Fries provinciehuis)

De geschiedenis van de Liauckama's begint in de literatuur met de kruisridders Eelko en Sicko in 1096. Deze twee neven behoorden tot de Friese edelen die aan de eerste kruistocht deelnamen. Na de verovering van Jeruzalem werden zij tot ridder geslagen. Sicko sneuvelde het volgende jaar tijdens de belegering van Nicea. De gebeurtenissen gingen voor aan de oorsprong van Liauckama state, welke vermoedelijk in de 13e eeuw was.

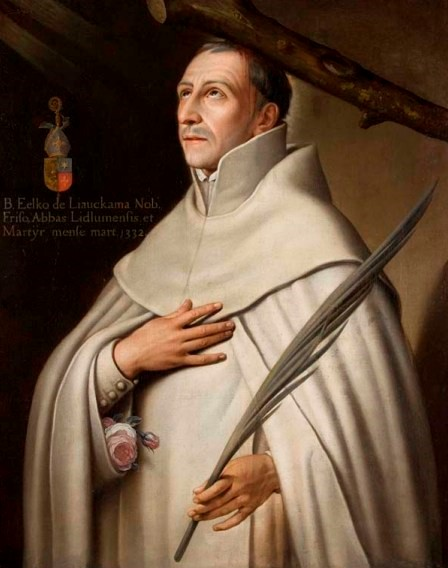
De schilderij van 'Zalige Eelco', dat anno 1824 nog in de state hing

In Sexbierum worden de Liauckama's voor het eerst in 1315 genoemd. Het gaat dan om de op de state geboren Eelco Liauckama (ca.1270–1332), abt van Lidlum, een klooster, het latere Klooster-Lidlum, een plaatsje nabij Tzummarum. Omdat de Liauckama familie door de geschiedenis heen Rooms-Katholiek gebleven was, werd de abt door hen in ere gehouden. Volgens een overlevering zou omstreeks 1672 een portret van hem geschilderd zijn, dat op Liauckama State kwam te hangen. Het gaat mogelijk om het schilderij dat in 1824 op de state geïdentificeerd was.

### Late Middeleeuwen
Het is pas vanaf het einde van de 14e eeuw dat de state bij naam genoemd wordt en haar geschreven geschiedenis begint met Schelte Liauckema. Schelte behoorde bij de partij van de Vetkopers en was een belangrijke bondgenoot van graaf Albrecht van Beieren. Laatstgenoemde schonk hem het feodale beheer van de plaatsen Pietersbierum, Wijnaldum, Pietersbierum, Sexbierum, Mennerstga, Menaldum, Op die Ryp en Boksum. Toen de hertog uit de regio verdreven was ging Schelte in ballingschap. Hij en zijn vrouw Ebel Hibbema zijn ten slotte in Oosterbierum begraven.
Zij hadden twee kinderen, te weten Schelte (II) (†Sexbierum, 1479), die gehuwd zou zijn met Tieth thoe Nijenhuisen, en Trijn. Schelte II en Tieth kregen drie zoons, Schelte (III), Sicke en Epo. De oudste erfde van zijn vader de state en bijbehorende familiebezittingen in de regio.
Bij zijn overlijden zou het bezit niet naar zijn vrouw overgaan, maar direct naar de oudste in lijn van de overlevende Liauckama-afstammelingen. Tegen de tijd dat Schelte III overleed was Sicke eveneens overleden en gingen de bezittingen dus over naar de derde zoon, Epo.
Ondanks dat Liauckama State qua verdedigbaarheid gelijkwaardig was aan een kasteel en er dertig soldaten dienst deden, werd het in 1498 door bendes van de Vetkopers ingenomen. Enkele weken later verlieten deze bezetters de state weer, maar niet zonder het in brand te steken. Ondanks deze tegenslag was het bezit van de Liauckama's in de 15de eeuw toegenomen door strategische huwelijken met erfdochters. Rond 1500 zijn ze de gezaghebbers in het dorp van Sexbierum: ze controleren de armenzorg, de waterstaat, de korenmolen en oefenen het zwanenrecht uit. Ook hadden ze rechten op een prebende in de parochiekerk.

### Nederlandse Opstand
Doordat de katholieke Liauckama's de kant van de Spaanse koning gekozen hadden tijdens de Nederlandse Opstand verloren zij hun politieke macht, hoewel ze sociaal tot de top van de Friese adel bleven behoren. Schelte van Liauckama (1521-1579) erfde de state van zijn vader en vestigde zich in 1535 op Liauckama State waar hij het volgende jaar met Anna van Herema (†1537) trouwde. Zij overleed in het kraambed. Schelte hertrouwde daarna met Sjouck van Martena (†1547), die ook in het kraambed overleed. Rond 1555 trouwde Schelte een derde maal, nu met Jel van Dekema (†1583), die voortkwam uit een geslacht dat al even koningsgezind en katholiek was als de Liauckama's. Als Spaansgezind edelman stond Schelte in de gunst bij Caspar de Robles. In 1579 moest hij voor zijn dienst Friesland verlaten en hij kwam in Oldenzaal te overlijden.
Zijn vrouw keerde later naar de state, maar had er geen rustige tijd: det huis werd tweemaal geplunderd. Omdat de katholieke Liauckema's aan de zijde van de Spanjaarden stonden, werd de state in 1580 door de geuzentroepen van Sonoy in brand gestoken. Van Dekema en haar familie zaten in de stins en moesten door vrienden uit hun benarde situatie gered worden. Het gebouw zou zwaar beschadigd uit de strijd komen. Van Dekema is ten slotte in 1583 op Liauckama State overleden.
De state werd sinds de aanval van 1580 aan een grootschalige restauratie onderworpen, waarbij een nieuwe kapel, keuken en poortgebouw gebouwd werd. Hoewel de werkzaamheden vermoedelijk nog tot 1602 duurden, betrok Sjouck van Lauckama (†1599), de oudste van de toen nog levende kinderen van Schelte en Jel, toen weduwe van Homme van Camstra (†1579), het pand zodra het bewoonbaar was. Zij woonde er met haar tweede echtgenoot Ofcke van Feytsma.
Na haar overlijden in 1599 kwam haar zoon Tjalling van Camstra  (†1614) op Liauckama State te wonen. Dit in weerwil van Sjouck's oudste broer, Jarich van Liauckama, die zich beriep op testamenten waarin de naam Liauckama voorrang zou krijgen bij erfenis van de State. De geus Tjalling van Camstra had echter het politiek aan zijn kant. 

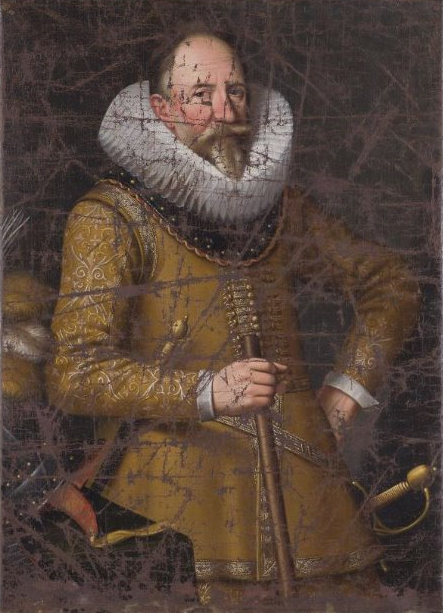
Jarich van Liauckema (1619), door Jan de Salle

Pas na Van Camstra's overlijden en twee processen kreeg Jarich in 1618 zijn geboortehuis Liauckama State toegewezen. Hij trouwde rond 1585 met Sjouck van Cammingha (†1620), waaruit twee dochters voortkwamen, Jel van Liauckama en haar zus Trijn (1592-?). De state was tegen die tijd weer in volle glorie. Omstreeks 1616 trouwde Jel van Liauckama op het slot met Eraert van Pipenpoy, een huwelijksfeest dat bekend werd als de Pipenpoyse bruiloft. De welvaart van de Liauckama's leek hersteld, als in 1619 opgemaakt kon worden uit de inventarisatie van het landgoed: 162 perenbomen, 119 appelbomen, 67 pruimenbomen, 70 kersenbomen, 47 hazelnotenbomen, 65 kruisbesstruiken, 26 kweeperen, 13 wijnstokken, 1 palmhaag, 1 ligustrumhaag, 30 nederlandse rozenstruiken, 2 amandelbomen, 3 lindebomen, 9 ieperbomen, 856 wilgenbomen, 1009 elzen, en 999 esdoornbomen te bevatten. Jarich overleed in 1642 op 84-jarige leeftijd. Met hem stierf - althans vanuit patriarchaal oogpunt - het geslacht Liauckama uit, want zijn enige broek Sicke (1562-1638), die in 1562 eveneens op Liauckama State was geboren, was geestelijke geworden.

### Laatste Liauckama's

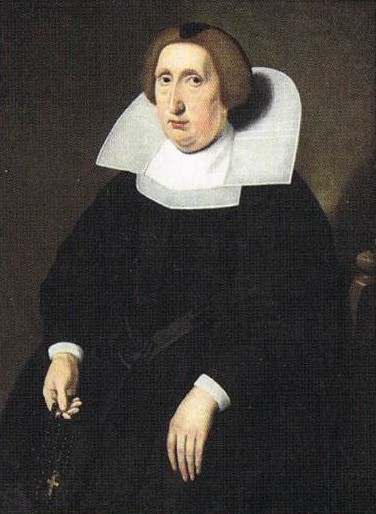
Jel van Liauckama (1643)

Jel van Liauckama, inmiddels weduwe van Eraert van Pipenpoy, betrok de State na haar vaders overlijden, waar ze tot haar overlijden in 1650 verbleef.
Haar enige dochter Sophia Anna van Pipenpoy nam vanaf 1652 het stokje over. Zij was getrouwd met Wytze van Cammingha (1629–1652) die datzelfde jaar onder vreemde omstandigheden vermoord werd. Haar tweede huwelijk, met Johan Albert graaf van Schellard, liep uit op echtscheiding. Sophia Anna bleef haar verdere leven eenzaam op Liauckama State wonen en stierf er kinderloos in 1670.
Door Pipenpoy's kinderloos overlijden werd de state geërfd door haar neef Alexander Joseph van der Laen, zoon van Trijn van Liauckama. Hij betrok het kasteel in 1672 toen hij trouwde met Ael of Agatha van Hiddema en ze woonden er tot 1702.
Omdat ook Van der Laen kinderloos overleed, ging de grond over aan zijn broer Erard Theodoor en daarna aan zijn neef en naamgenoot Alexander Joseph II die er omstreeks 1718 woonde. Laatstgenoemde trouwde in 1717 met Maria Walburga van Coudenhoven.
Uit het huwelijk van Alexander Joseph II kwamen drie dochters voort van wie de oudste, Maria Christina Clara van der Laen, de state overnam en daar drie huwelijken spendeerde met achtereenvolgens Matthias Victor Cannaert d'Hamale, Ernst van Ewsum en in 1750 met Bernard Allard van Hacfort. Van deze man scheidde zij in 1754 omdat laatstgenoemde haar zou mishandelen.
Liauckama State werd geërfd door Maria Christina Clara's dochter Maria van Ewsum, die getrouwd was met Balthazar van Asbeck. Ook zij overleden kinderloos waardoor de state ten slotte in handen kwam van hun neef, jonkheer Ernst Jodocus Rudolphus van Grotenhuis van Onstein.

### Sloop van de state
In 1824 besloot Van Grotenhuis het achterstallige gebouw te slopen om zich verdere onderhoudskosten te besparen. Ter inventarisatie werd hiervoor door timmerman Baas Schaaf het pand in kaart gebracht en door J. Amersfoordt een rapport geschreven waarin onder andere de vele schilderijen beschreven zijn die zich in de state bevonden. Ook Robidé van der Aa bezocht de State. Hij publiceerde zijn observaties en die van anderen over de state in Burgen en Kasteelen (1846). Nadat de geïdentificeerde schilderijen door Van Grotenhuis naar een veilig heenkomen gebracht waren, werd het pand gesloopt.
Het terrein is ten slotte in 1842 verkocht en komt daarmee een eind aan de lange familiegeschiedenis op het landgoed van de voormalige state. Het opgeruimde terrein werd als groentetuin gebruikt die halverwege de negentiende eeuw nog tussen de oude grachten bebouwd werd. In 1862 werd aan de oostzijde van het voormalige kasteel een boerderij gebouwd.

## Terrein en gebouwen

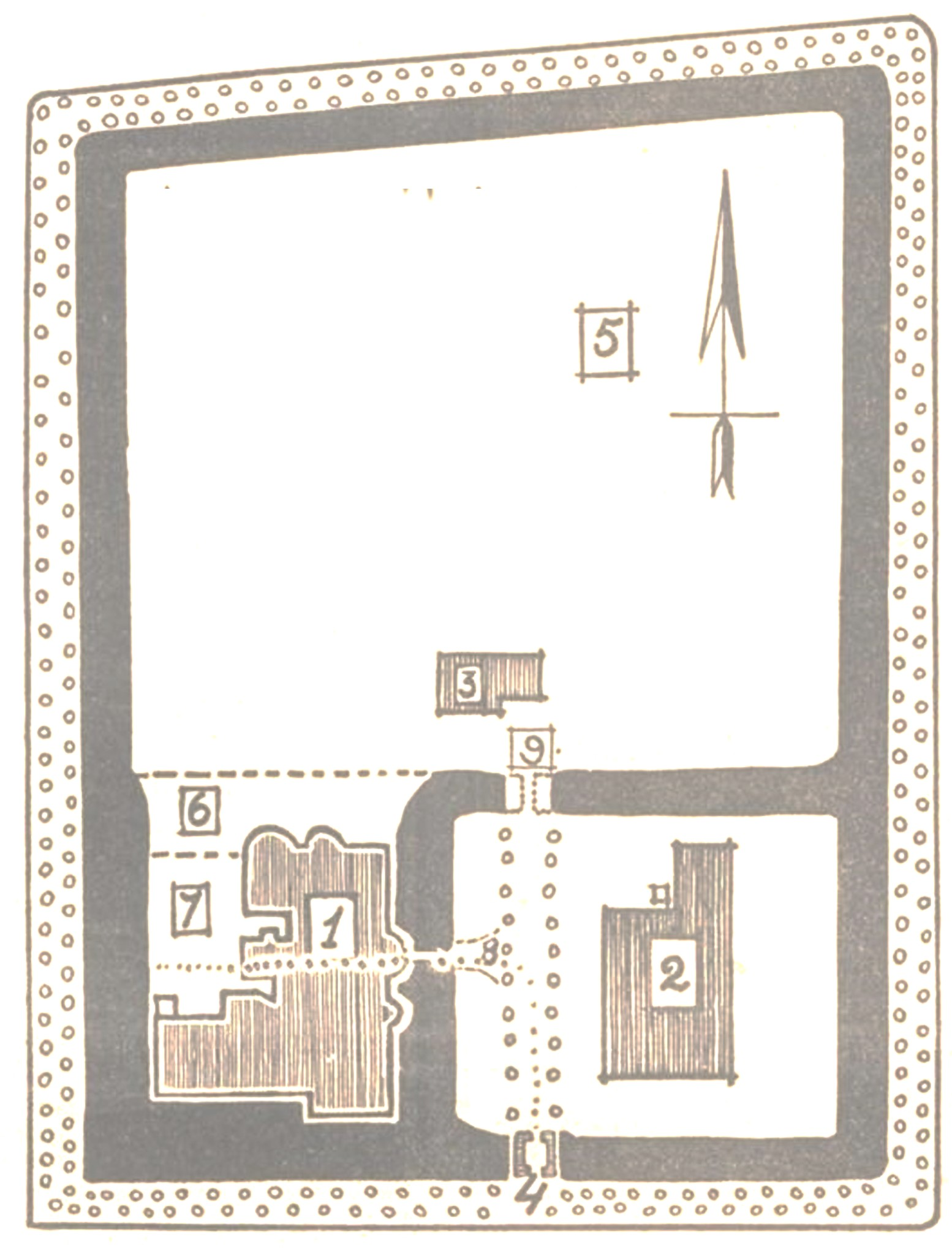
Het landgoed Liauckama state in 1938. 1: Voormalig kasteel 2: Boerderij 3: Tuinmanswoning 4: Toeganspoort 5: Boomgaard en moestuin (1938) 6: gedempte gracht 7. Voormalig kapel 8-9: Voormalige bruggen

Liauckama State is een landgoed omgeven door een windsingel. De toegang tot het terrein is nog altijd via het poortgebouw dat dateert van 1604. De slotgracht rondom het perceel is nog grotendeels aanwezig, Op het terrein bevindt zich een boerderij en een daglonerswoning uit de 19e eeuw. Zowel het poortgebouw als de boerderij en de daglonerswoning zijn rijksmonumenten.

### Poortgebouw
Het 17e-eeuws poortgebouw vormde de toegang tot het voormalige kasteel, welke na de poort via een brug bereikbaar was. Het is opgetrokken uit baksteen van variërende maten en heeft een sluitsteen aan ingangszijde met datering 1604. Het heeft een pannenzadeldak tussen twee puntgevels, elk met twee waterlijsten en een toppilaster.
In de gevel bevinden zich zogenaamde gimmengaten, gaten voor duiven: de bewoners van de state hielden namelijk duiven voor de consumptie en voor de productie van mest.

### Boerderij

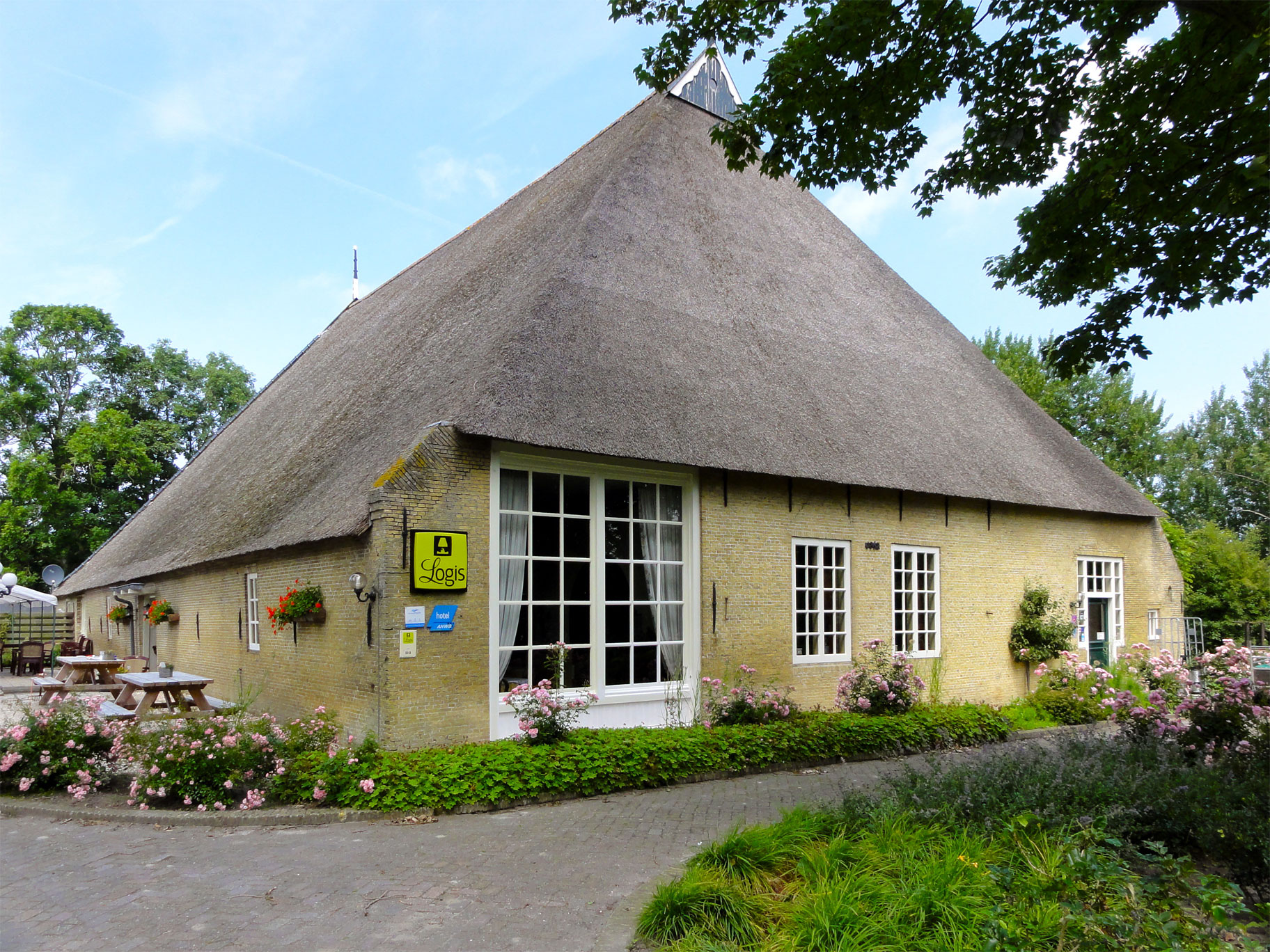
De boerderij

De 19e-eeuwse kop-halsrompboerderij is ten oosten van het voormalige kasteel, doch binnen de grachten uit gele Friese steen opgetrokken. De kop en hals van de boerderij hebben zadeldaken van pannen. Het voorschild van het rieten schilddak van het bedrijfsgedeelte is ook met pannen gedekt. Het pand heeft uilenborden aan voor- en achterzijde. De kop is deels onderkelderd en heeft vensters met variërende ruitverdeling. Het pand bevat ook een eenvoudig bakstenen stookhok met zadeldak van pannen.

### Daglonershuisje

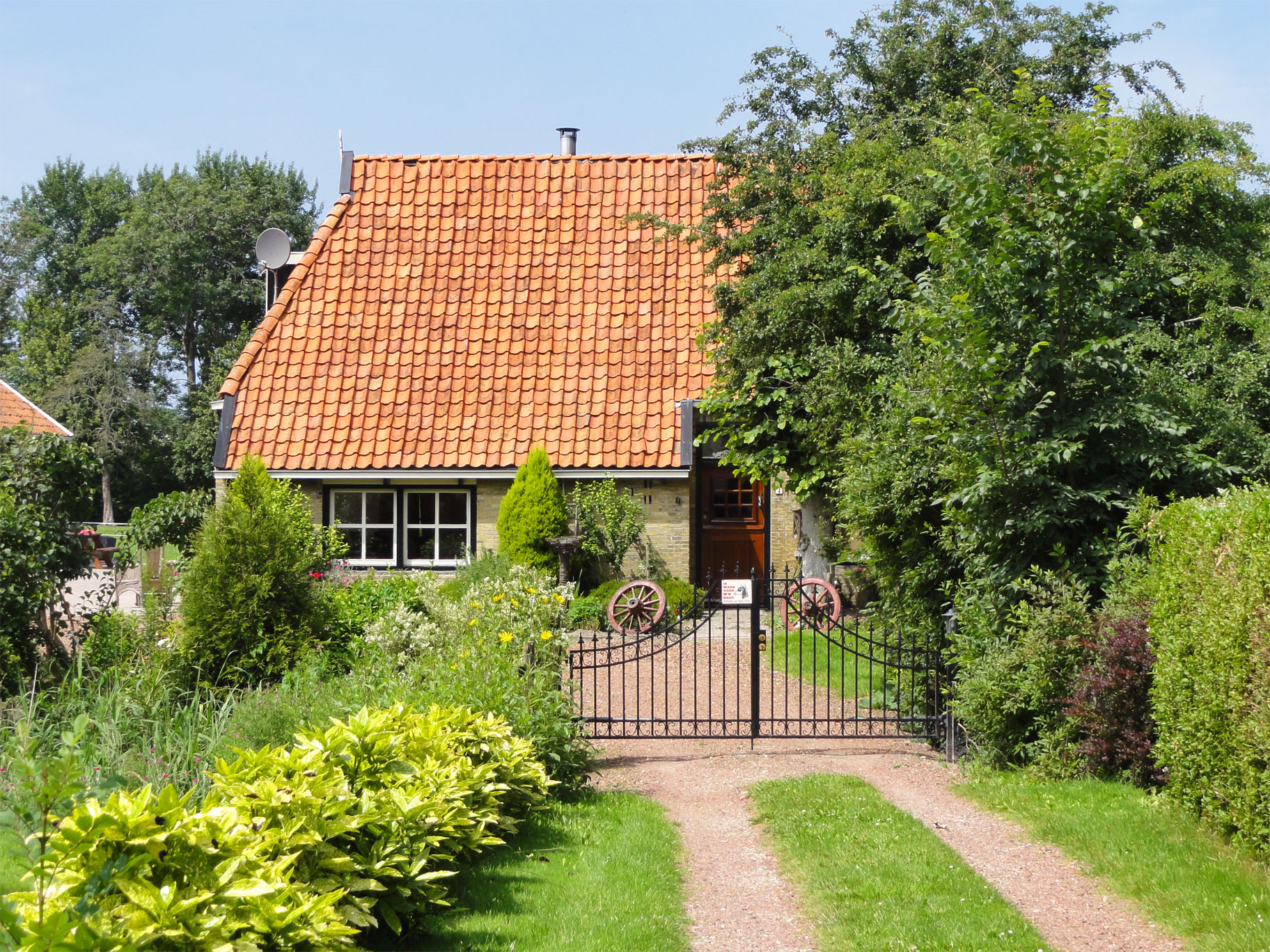
Het daglonershuisje

Het niet meer geheel oorspronkelijk 19e-eeuws daglonershuisje, voorheen ook wel tuinmanswoning genoemd, bevindt zich buiten de gracht ten noorden van het voormalige kasteel. Het is opgetrokken uit baksteen en heeft een pannenschilddak met dakkapel en uilenborden.

### Voormalig kasteel
Hoewel de oorsprong van de state vermoedelijk in de 13e-eeuwse eeuw was, had het kasteel van Liauckama een middeleeuwse bouwstijl. Door latere bijbouwingen had het vooral aan de noordoostelijke kant een onregelmatig voorkomen: het slot was meerdere malen, met name in 1498 en 1580, gehavend uit de strijd gekomen en had in de loop van de tijd grootschalige reparaties en verbouwingen ondergaan. De oorspronkelijke zware muren waren tot aan de sloop in 1824 grotendeels behouden gebleven. Toen het het slot tegen het einde van zijn bestaan aanliep, bevond het zich in een verwaarloosde staat.
Zoals bij de meeste Friese stinsen bestond het gebouw in de basis uit twee haaks op elkaar staande vleugels, met een traptoren in de hoek. De toren bevond zich aan de buitenkant van de gevel en daarmee onderscheidde Liauckama zich van andere stinsen. Met verdere aanbouw, waaronder ooit een kapel, was de rechthoek binnen de omgrachting volgebouwd.

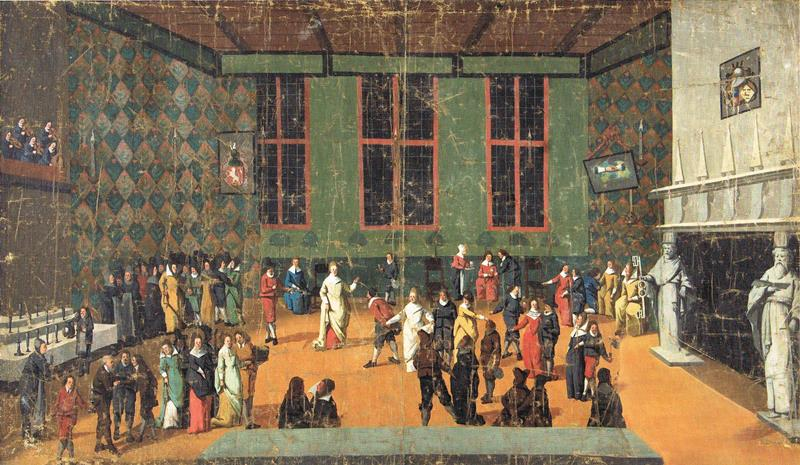
De ridderzaal met de enorme schouw in de vroege 17e eeuw

Een brug verbond de voorburcht aan het eigenlijke huis, waar aan de oostzijde de toegangstoren was gebouwd. Bij het binnentreden werd de bezoeker geconfronteerd met veel wapenborden. De vele vertrekken die het huis rijk was waren gevuld met schilderijen. Hieronder bevond zich in de grote zaal en in het daarnaast gelegen vertrek De Pipenpoyse bruiloft, een serie schilderijen over de bruiloft van Erard van Pipenpoy en Jel van Liauckama. De grote zaal was veertien meter breed en zeven meter hoog. Het was uitgerust met een door twee enorme stenen beelden geschraagde schouw.
De zuidelijkste kamer bestond uit twee eiken bedsteden met grote deuren en snijwerk. In 1824 hing in deze kamer een portret van een vijfentwintigjarige Schelte van Liauckama (1521-1579) en een portret van zijn tweede vrouw, Sjouck van Martena op vijftienjarige leeftijd. In het 'Toren Sekreet' bevonden zich drie zware balken met snijwerk, waarop het jaar anno 1602 en het wapen van Camstra was aangebracht. Vermoedelijk was in dat jaar de restauratie voltooid, nadat het slot in 1580 in de as gelegd was.

Het kasteel bevatte grote kelders en een burchtverlies met valdeur, bereikbaar direct in de toegangspoort. In dit burchtverlies bevond zich de moordkuil, een ca. 3 meter diepe ruimte die ook weer via een luik toegankelijk was.

Timmermansschetsen van het slot anno 1824
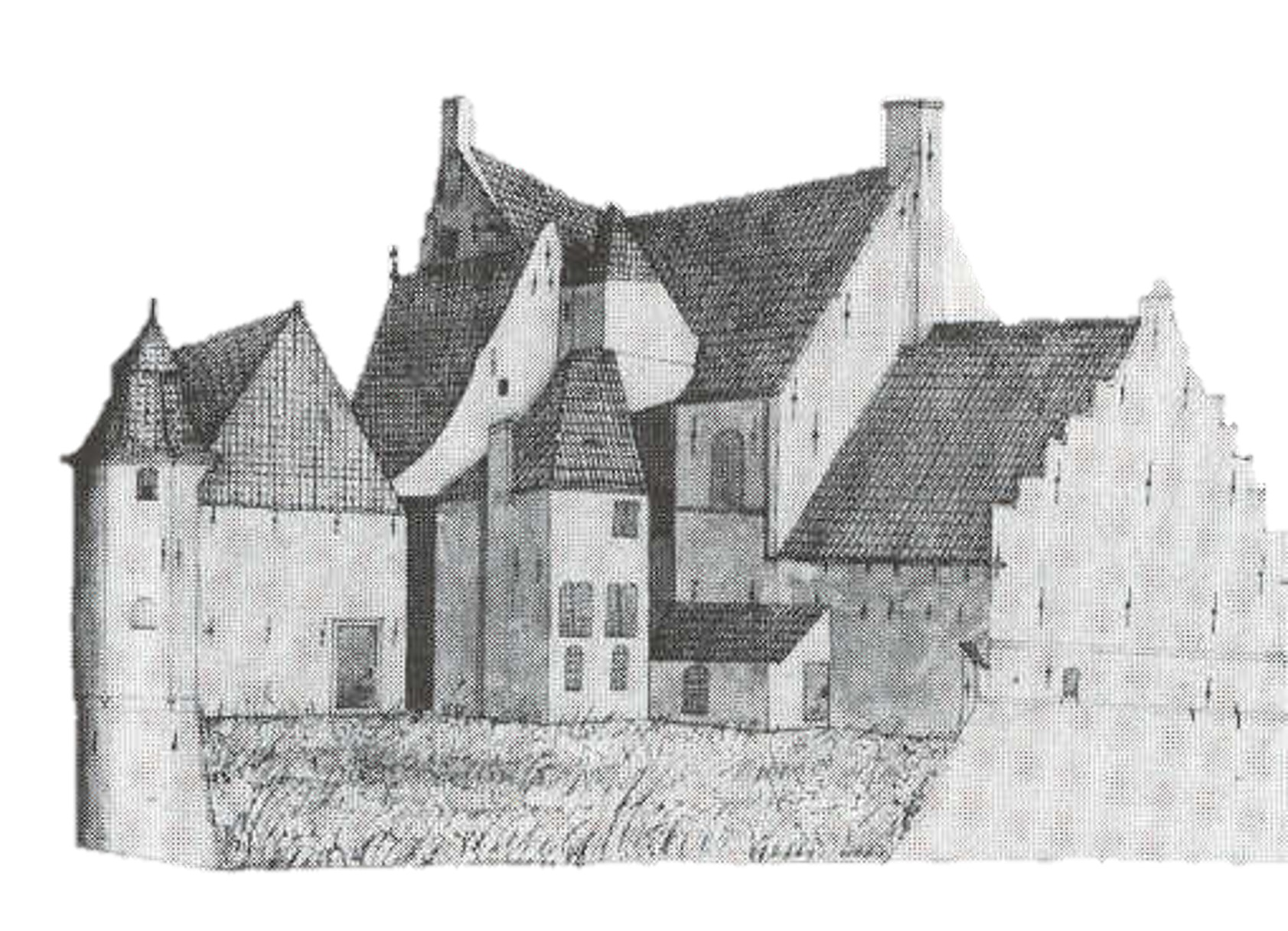
Noordwestgevel
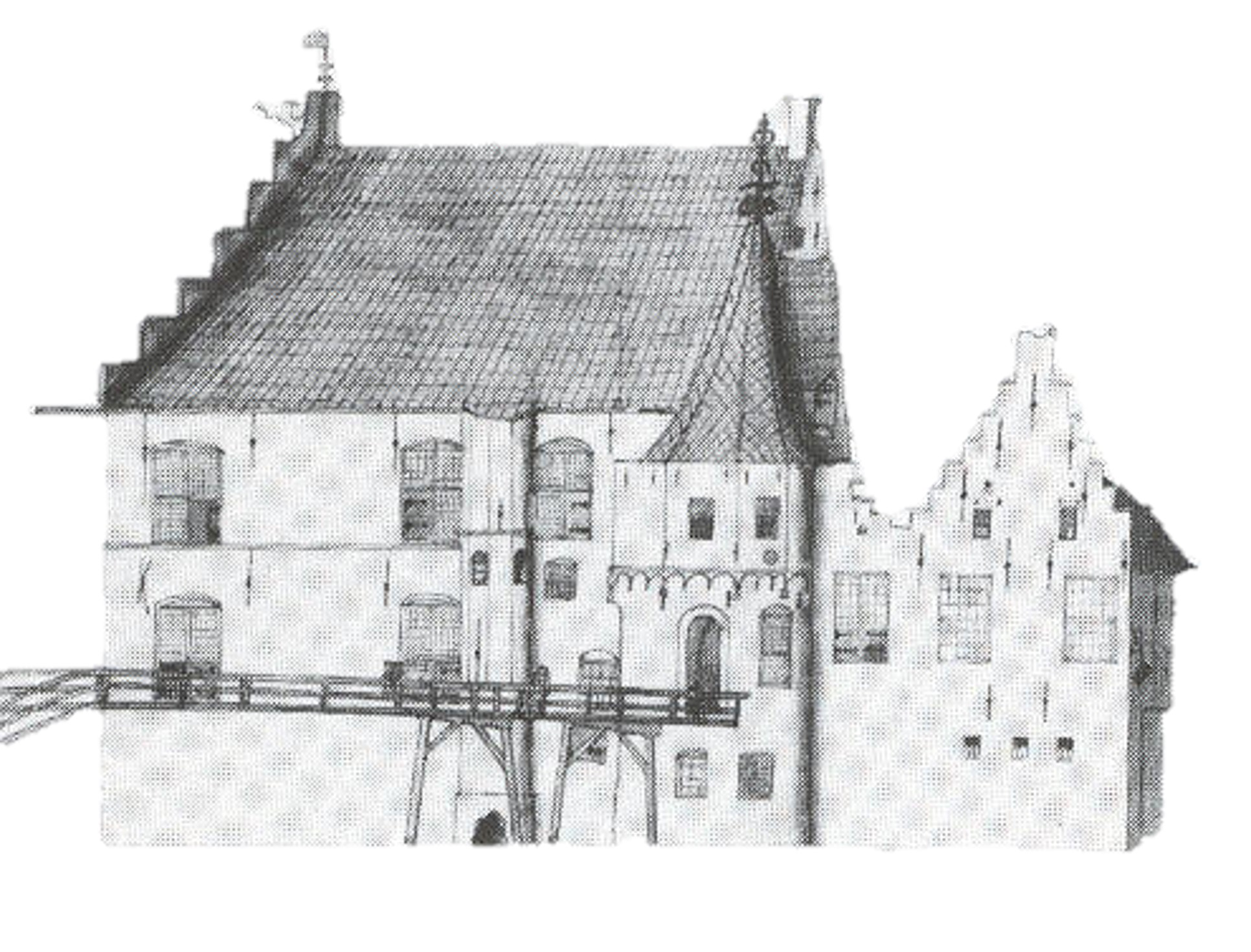
Oostgevel
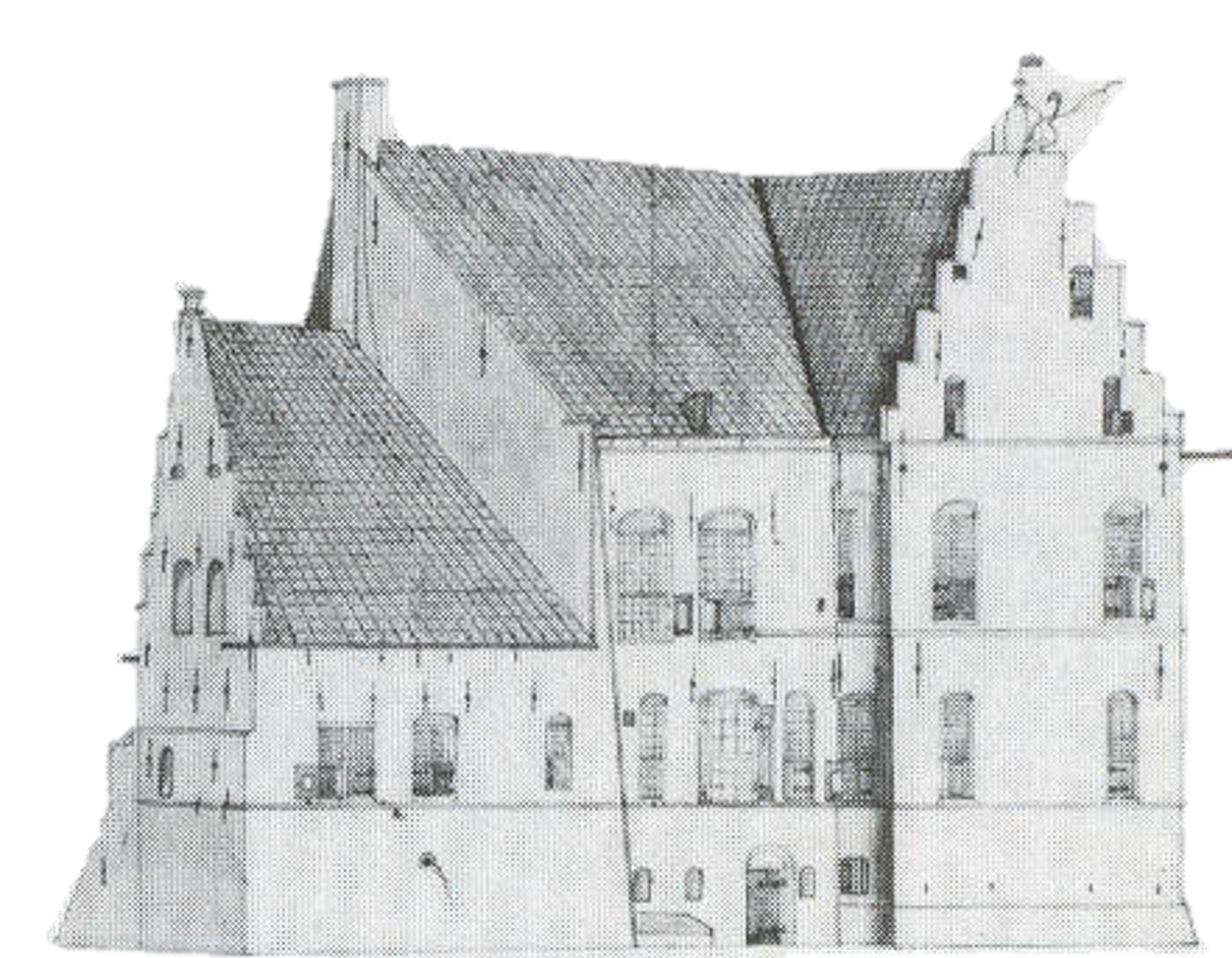
Zuidgevel

### Onderaardse gangen

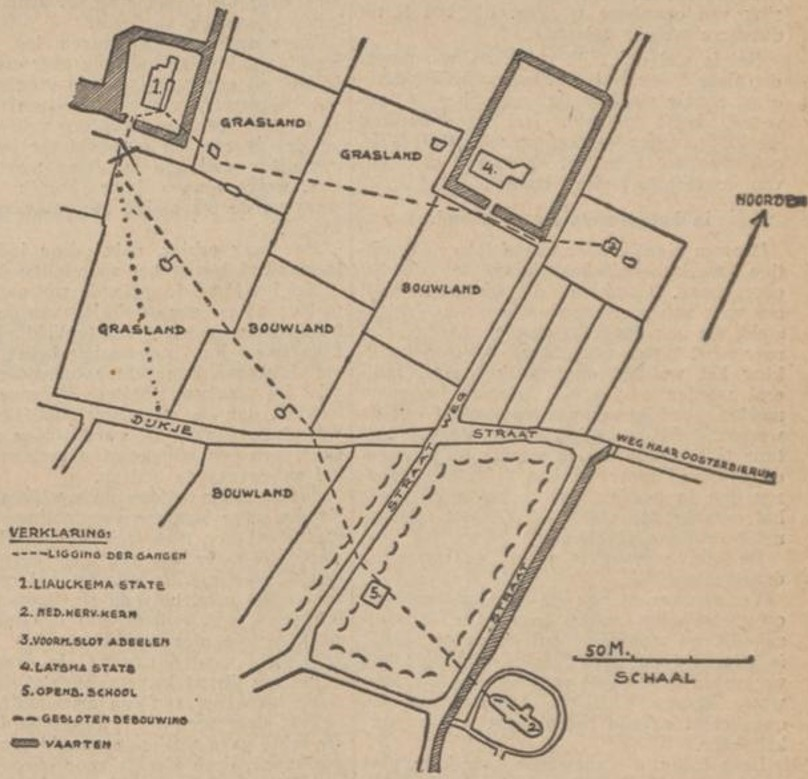
De anno 1938 vermoede ligging van de ondergrondse gangen

De bewoners van het kasteel hebben in de loop van de eeuwen meerdere keren bedreigende omstandigheden beleefd en hadden alle reden om hun kasteel in verdedigbare toestand te houden en om zich van alle middelen te verschaffen zich in veiligheid te brengen. Hiertoe hebben mogelijk onderaardse gangen behoord, om versterkingen of voedsel aan te voeren, of als vluchtweg.
Hoewel de aanwezigheid van deze gangen vermoed werd en er onderzoek gedaan is (een vermoeden was dat een gang naar de Latsma State liep, een burenstins waarmee de Liauckama's goede banden hadden), zijn deze gangen nooit gevonden.

## Voormalige bewoners

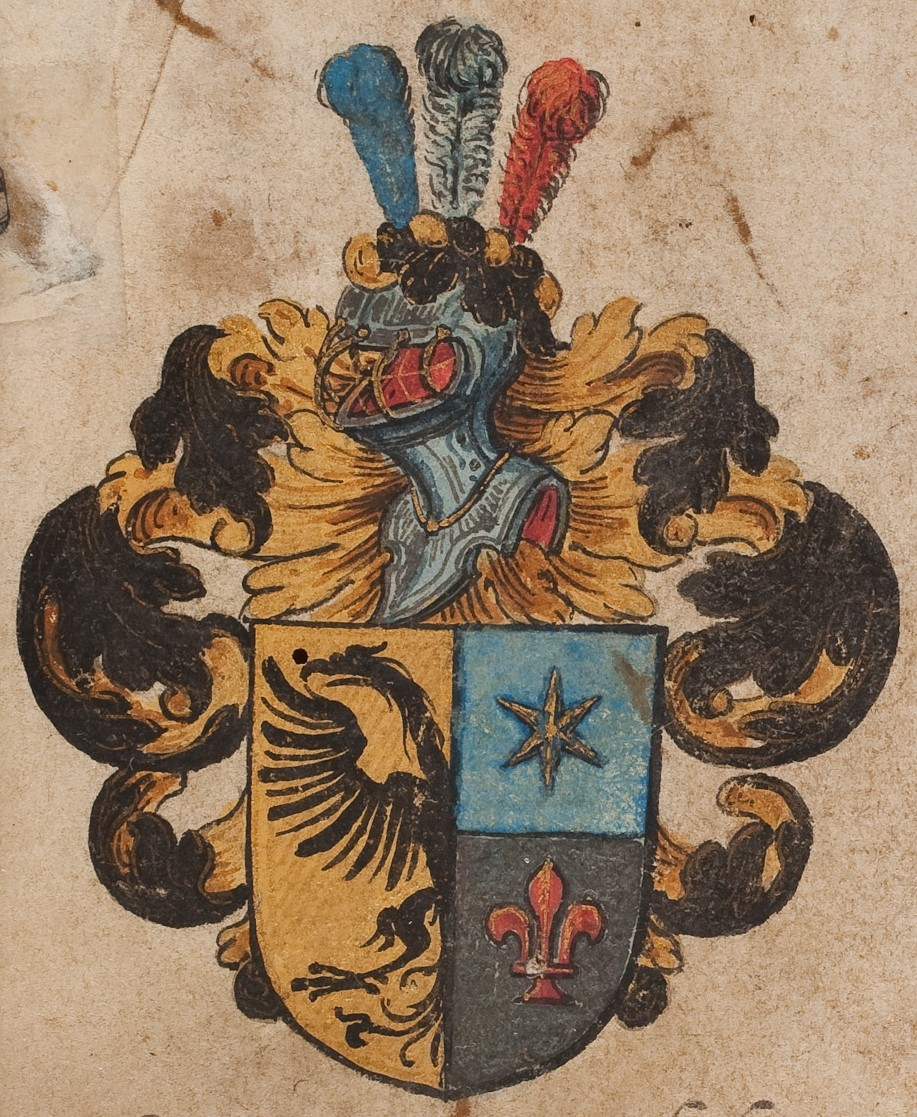
Wapen van het Liauckama-geslacht

De 11e-eeuwse neven Sicco Liauckama en Eelco Liauckama zijn de oudst bekende namen van het Liauckama-geslacht, gevolgd door Abt Eelco Liauckama. Of dat zij toen al op de state woonden is onduidelijk, aangezien de oudste teken van het bestaan van de state een 13e-eeuwse kern is en de state zelf pas in de 14e eeuw genoemd wordt.
De respectievelijke bewoners waren sindsdien:
- 1398 - 1420: Schelte Liauckama
- 1420 - 1479: Schelte Liauckama (II) 'de oude'
- 1479 - 1503: Schelte (III) Liauckama[20]
- 1503 - 1535: Epo van Liauckama
- 1535 - 1574: Schelte van Liauckama
- 1579 - 1599: Sjouck van Liauckama
- 1599 - 1618: Tjallingh van Camstra
- 1618 - 1642: Jarich van Liauckama
- 1642 - 1650: Jel (Juliana) van Liauckama, getrouwd met Eraert van Pipenpoy, heer van Merchten
- 1650 - 1670: Sophia Anna van Pipenpoy, vrijvrouwe van Merchten, van der Poort en andere.

Omdat Sophia Anna van Pipenpoy kinderloos sterft, gaat de state over naar een neef:
- 1670 - 1702: Alexander Josephus van der Laen en Merchten, zoon van Trijn van Liauckama
- 1702 - 1718: Erard Theodoor van der Laen, broer van Alexander Josephus
- 1718 - 1724: Alexander Josephus van der Laen en Merchten II
- 1724 - 1787: Maria Christina baronesse van der Laen van Liauckama
- 1787 - 1800: Maria Walburgia Electa van Ewsum

Maria Walburgia Electa van Ewsum sterft kinderloos en de state gaat over naar een neef:
- 1800 - 1824: Jhr. Ernestus Jodocus Rudolphus van Grotenhuis van Onstein.